# Källström, Knivsta kommun
Källström är en bebyggelse i Husby-Långhundra socken i Knivsta kommun. 2023 avgränsade SCB här en småort.